# Anton Theodor von Colloredo-Waldsee-Mels
Anton Theodor von Colloredo-Waldsee-Mels (ur. 29 czerwca 1729 w Wiedniu, zm. 12 września 1811 w Kromieryżu) – arcybiskup ołomuniecki w latach 1777–1811; kardynał.

## Życiorys
Studiował teologię w Rzymie. 9 czerwca 1747 został kanonikiem ołomunieckim. 20 sierpnia 1758 został wyświęcony na księdza. 7 września 1766 został prepozytem kapituły w Ołomuńcu.
6 października 1777 został wybrany na biskupa ołomunieckiego. 5 grudnia 1777 papież Pius VI ustanowił arcybiskupstwo ołomunieckie i podległe mu biskupstwo w Brnie. 17 maja 1778 Antonin Theodor Colloredo-Waldsee-Mels przyjął święcenia biskupie. W okresie jego pontyfikatu cesarz Józef II zlikwidował wiele klasztorów na Morawach.
17 stycznia 1803 Antonin Theodor Colloredo-Waldsee-Mels otrzymał kapelusz kardynalski. W 1805 jego koadiutorem został Rudolf Johann Habsburg.